# Lijst van voetbalinterlands Amerikaanse Maagdeneilanden - Saint Kitts en Nevis (vrouwen)
Deze lijst van voetbalinterlands is een overzicht van alle officiële voetbalinterlands tussen de nationale vrouwenteams van de Amerikaanse Maagdeneilanden en Saint Kitts en Nevis. De landen hebben tot nu toe vier keer tegen elkaar gespeeld.

## Wedstrijden
| № | Plaats     | Datum            | Competitie           | Wedstrijd                                          | Uitslag |
| - | ---------- | ---------------- | -------------------- | -------------------------------------------------- | ------- |
| 1 | Couva      | 27 mei 2018      | WK 2019 kwalificatie | Saint Kitts en Nevis − Amerikaanse Maagdeneilanden | 7 − 0   |
| 2 | Basseterre | 12 april 2022    | WK 2023 kwalificatie | Saint Kitts en Nevis − Amerikaanse Maagdeneilanden | 6 − 0   |
| 3 | The Valley | 18 december 2024 | Vriendschappelijk    | Amerikaanse Maagdeneilanden − Saint Kitts en Nevis | 2 − 0   |
| 4 | The Valley | 21 december 2024 | Vriendschappelijk    | Amerikaanse Maagdeneilanden − Saint Kitts en Nevis | 1 − 0   |

## Samenvatting
| Competitie        | Totaal gespeeld | Winst Amerikaanse Maagdeneilanden | Gelijk | Winst Saint Kitts en Nevis | Doelsaldo Amerikaanse Maagdeneilanden – Saint Kitts en Nevis |
| ----------------- | --------------- | --------------------------------- | ------ | -------------------------- | ------------------------------------------------------------ |
| WK kwalificatie   | 2               | 0                                 | 0      | 2                          | 0 − 13                                                       |
| Vriendschappelijk | 2               | 2                                 | 0      | 0                          | 3 − 0                                                        |
| Totaal            | 4               | 2                                 | 0      | 2                          | 3 − 13                                                       |